# هيئة تطوير بوابة الدرعية
هيئة تطوير بوابة الدرعية هي هيئة حكومية سعودية، تأسست في 20 يوليو 2017 بهدف تطوير الدرعية عمرانيا، وثقافيا، واقتصاديا؛ لأهميتها التاريخية.

## الرؤية
تاريخٌ ممتدٌ ضارب في الجذور، تستشرف به مستقبل أرض الملوك والأبطال، جوهرة المملكة. لا مثيل لها.

## المهام
الإسهام في تحويل الدرعية إلى واحدة من أعظم الوجهات العالمية، ومكانٍ لتجمع العالم بأسره، لتستمر الدرعية مصدر فخرٍ، ومنارة اعتزاز لكل السعوديين.

## شعار الهيئة
لجعل الدرعية معلمًا وأيقونة للسعودية ورمزا لوحدة السعوديين، يفخرون بها ويسعون لتطويرها إلى معلم جذبٍ عالمي واستثنائي، أنشئت هيئة تطوير بوابة الدرعية لتحقيق ما يلي:

### الحفاظ على جوهرة المملكة، حي الطريف التاريخي
يتربع حي الطريف التاريخي على قائمة المواقع التراثية العالمية باليونيسكو، وتسعى الهيئة إلى الحفاظ على الطبيعة التاريخية والحضارية لكل المواقع في جوهرة المملكة. لتكون وجهة عالمية لا مثيل لها.

### الدرعية، وجهة الزوار الاستثنائية
تطمح الهيئة بأن تكون بوابة الدرعية ووادي صفار وحي البجيري وجهاتٍ نابضة بالحياة، تزخر بأعلى مستويات الضيافة، والاستجمام والتسوق، بشكلٍ ثقافي لا مثيل له؛ لأنها الدرعية.

### تمكين مجتمعنا
تسعى الهيئة لأن تكون جارًا حسنًا لمجتمع الدرعية العظيم، لتوفر بيئة ممكنة وقادرة على المزيد من الارتقاء بمجتمع الدرعية، بذراعٍ لا يتوانى عن تحسين الخدمات وتطويرها وتذليل كافة الصعوبات، ليكون مجتمعًا ملهما واستثنائيا.

## مجلس الإدارة
يتألف مجلس الإدارة من:
- الأمير محمد بن سلمان آل سعود، رئيس المجلس إدارة الهيئة
- الأمير عبدالعزيز بن عياف آل مقرن، عضو مجلس إدارة الهيئة
- أحمد بن عقيل الخطيب، عضو مجلس إدارة الهيئة
- فهد بن عبد الله السماري، عضو مجلس إدارة الهيئة
- إبراهيم بن محمد السلطان، عضو مجلس إدارة الهيئة

## تطوير

### مدينة الملك عبد العزيز للعلوم والتقنية
وقعت هيئة تطوير بوابة الدرعية، مذكرة تفاهم مع مدينة الملك عبد العزيز للعلوم والتقنية "كاكست"، بهدف إيجاد تعاون إستراتيجي بين الطرفين، ورفع مستوى التخطيط للأعمال المشتركة، وتوحيد الجهود ورفع كفاءة الإنفاق الحكومي.
تشمل هذه الاتفاقية مجالات التعاون في حوكمة البيانات وتبادل المعلومات ذات الاهتمام المشترك، وتبادل المعرفة والخبرات والاستشارات الفنية في المجالات المشتركة، ودعم الأنشطة البحثية بين الطرفين، والشراكة في دعم الجهود التعريفية بمنتجات كلا الطرفين، والتعاون في مجال أعمال الصور الفضائية والتصوير البصري ثلاثي الأبعاد والمسح الراداري للكشف عن الآثار المدفونة، إلى جانب التعاون في مجال تقنيات المواد المتقدمة ونظم البناء المؤتمته، بما يساعد هيئة تطوير بوابة الدرعية على القيام بدورها ضمن نطاقها الإشرافي.

## الدرعية ضمن المشاريع الكبرى للمملكة
أعلن في تاريخ 16 جمادى الآخرة 1444هـ الموافق 9 يناير 2023م ولي العهد الأمير محمد بن سلمان آل سعود رئيس مجلس الوزراء رئيس مجلس إدارة صندوق الاستثمارات العامة، عن ضم مشروع الدرعية بوصفه خامس المشاريع الكبرى المملوكة لصندوق الاستثمارات العامة، ليصبح واحدًا من المشاريع الفريدة من نوعها على مستوى العالم، بما يزخر به من مقومات ومعالم ثقافية وتراثية وسياحية، وستواصل هيئة تطوير بوابة الدرعية مهامها التنظيمية والإشرافية لنطاقها الجغرافي، وذلك حفاظًا على تراث الدرعية وتاريخها، بالإضافة إلى مسؤولياتها المتمثلة في خدمة مجتمع أهالي الدرعية وفي تأكيد استمرارية تقديم الدعم الكامل لمشروع الدرعية ليصبح واحدًا من أهم الوجهات السياحية بالعالم.

## الاتفاقيات
- جامعة الملك سعود وقعت هيئة تطوير بوابة الدرعية، مذكرة تفاهم مع جامعة الملك سعود، شملت مذكرة التعاون في مجال المخططات الرئيسة للهيئة والجامعة.[8]
- جامعة اليمامة وقعت جامعة اليمامة، مذكرة تفاهم مع هيئة تطوير بوابة الدرعية، في مجالات التوظيف والتدريب والمعارض والبحوث.[9]
- دارة الملك عبد العزيز وقعت هيئة تطوير بوابة الدرعية، اتفاقية تعاون مع دارة الملك عبد العزيز، في تعميق التعاون في المشاريع والمبادرات المشتركة.[10]
- جامعة المعرفة وقعت جامعة المعرفة، مذكرة تفاهم مع هيئة تطوير بوابة الدرعية، في مجالات التوظيف والتدريب والمعارض والمؤتمرات العلمية.[11]
- جامعة الفيصل وقعت هيئة تطوير بوابة الدرعية، مذكرة تفاهم مع جامعة الفيصل؛ في مجال التوظيف والتدريب والمعارض والبحوث.[12]
- الهيئة السعودية للمواصفات والمقاييس والجودة وقعت هيئة تطوير بوابة الدرعية، مذكرة تفاهم مع الهيئة السعودية للمواصفات والمقاييس والجودة، لغرض إيجاد تعاون استراتيجي بينهما.[13]
- الآيكوموس السعودي وقعت هيئة تطوير بوابة الدرعية، مذكرة تفاهم مع الآيكوموس السعودي، لغرض المحافظة على المواقع التراثية الثقافية والطبيعية.[14]
- وزارة الصناعة والثروة المعدنية وقَّعت وزارة الصناعة والثروة المعدنية، وهيئة تطوير بوابة الدرعية، مذكرة تفاهم، بهدف تعزيز التعاون في القطاعات المتعلقة بأعمال التعدين.[15]
- الشركة العقارية السعودية، وقعت إحدى الشركات التابعة لشركة العقارية السعودية عقداً بقيمة 722 مليون ريال مع "هيئة تطوير بوابة الدرعية" لتنفيذ أعمال حفر محطات مترو الوسطى والجنوبية والشرقية والأعمال ذات الصلة.[16]
- شركة الدرعية السعودية، أعلنت شركة الدرعية السعودية في 10 يوليو 2024 توقيع عقد مع شركة "السيف مهندسون مقاولون" بالشراكة مع الشركة الصينية العامة للهندسة المعمارية  (CSCEC)لتنفيذ مشروع يعد أضخم العقود الإنشائية الممنوحة في تاريخ تطوير الدرعية حتى الآن بقيمة تتجاوز 7.8 مليارات ريال (ملياري دولار)؛ بهدف بناء منطقة متعددة الاستخدامات، تضم مؤسسات تعليمية متقدمة ومواقع ثقافية ومكاتب حديثة وفندقًا فاخرًا بالمنطقة الشمالية من الدرعية.[17][18]
- في 24 يوليو 2024 أعلنت شركة الدرعية تعاقدها مع "أورباكون" السعودية، و"البواني" القابضة، لتنفيذ مشروع بناء 4 فنادق فاخرة ونادي الدرعية الملكي للفروسية والبولو، في وادي صفار بالدرعية، بقيمة 8 مليارات ريال.[19]

## نادي الدرعية
في يونيو2023، انتقلت ملكية نادي الدرعية إلى هيئة تطوير بوابة الدرعية، حيث أعلن وزير الرياضة ذلك، ضمن مؤتمر تخصيص الأندية الرياضية.

## ملتقى الدرعية الدولي
في ديسمبر 2023، نظمت هيئة تطوير بوابة الدرعية، بالتنسيق مع دارة الملك عبد العزيز، فعاليات "ملتقى الدرعية الدولي" تحت عنوان "الدرعية: نقطة التقاء الثقافات"، بهدف تعزيز الأبحاث الأكاديمية عن الدرعية وتاريخها العريق.

## آفاق الدرعية الصيفي للشباب
في يوليو2023، أطلقت هيئة تطوير بوابة الدرعية، برنامج آفاق الدرعية الصيفي للشباب، والذي يركز على تعزيز المعرفة وتنمية مهارات ومواهب من تتراوح أعمارهم ما بين 9 إلى 17 عامًا.